# 微室叶蝉属
微室叶蝉属（学名：Minucella）是叶蝉科下的一个属。

## 下属物种
本属包括以下物种：
- 枝突微室叶蝉 Minucella divaricata Wei, Zhang & Webb, 2008
- 对突微室叶蝉 Minucella leucomaculata (Li & Zhang, 2006)